# Dryopteris alpicola
Dryopteris alpicola là một loài thực vật có mạch trong họ Dryopteridaceae. Loài này được Ching & Z.R. Wang miêu tả khoa học đầu tiên năm 1985.